# Districtul Sakhrai
Sakhrai (în thailandeză สระใคร) este un district (Amphoe) din provincia Nong Khai, Thailanda, cu o populație de 25.247 de locuitori și o suprafață de 210,90 km².

## Componență
Districtul este subdivizat în 3 subdistricte (tambon), care sunt subdivizate în 39 de sate (muban).
| Nr. | Nume       | În thailandeză | Sate | Locuitori |  |
| --- | ---------- | -------------- | ---- | --------- |  |
| 1.  | Sakhrai    | สระใคร         | 15   | 10,053    |  |
| 2.  | Khok Chang | คอกช้าง         | 12   | 6,161     |  |
| 3.  | Ban Fang   | บ้านฝาง         | 12   | 8,994     |  |